# Пизонье
Пизонье (итал. Pisogne) — коммуна в Италии, в провинции Брешиа области Ломбардия.
Население составляет 7922 человека (на 2004 г.), плотность населения составляет 164 чел./км². Занимает площадь 47 км². Почтовый индекс — 25055. Телефонный код — 0364.
Покровителем коммуны почитается святой Констанц . Праздник ежегодно празднуется 12 мая.
Через территорию коммуны проходит железная дорога Брешия-Изео-Эдоло.